# Prince Albert Challenge Cup

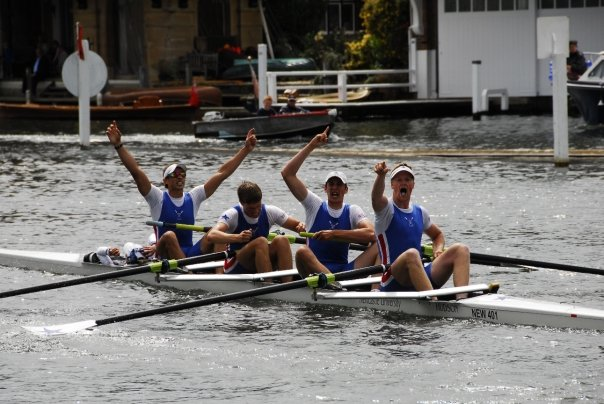
L'Università di Newcastle celebra la vittoria dell'evento nel 2008

Il Prince Albert Challenge Cup è un evento che si tiene durante la Henley Royal Regatta. La coppa è contesa da squadre maschili di studenti rappresentate da 4 rematori. Questo evento si svolge dal 2004.

## Storia
La Britannia Challenge Cup è stata introdotta inizialmente nel 1969 come un evento per quattro rematori (Coxed Fours) aperto a squadre di club e di studenti, ed è stata rappresentata per i suoi primi 35 anni dalla partecipazione di 32 squadre che hanno corso per 5 giorni - con un alto numero di iscrizioni alle gare di qualificazione e di pre-qualificazione.
Nel 2004 La Britannia Challenge Cup è stata suddivisa in gare tra squadre di club e di studenti, dato che si era creato un tempo aggiuntivo alla competizione rimuovendo la Prince Philip Challenge Cup, che era disputata da un piccolo numero (di solito tra 2-4) di rematori internazionali d'élite ma è stata rimossa dal programma delle corse, in linea con la continua rimozione delle corse a quattro rematori dalle regate internazionali, dimostrando la perdita di valore.
La Britannia Challenge Cup rimase come competizione tra club di 4 rematori, mentre la Prince Albert Challenge Cup, che aveva uno stampo simile, era dedicata a squadre di studenti maschili di 4 rematori. L'ingresso era limitato a:
- università
- collegi
- scuole

Nessun equipaggio misto è autorizzato ad entrare. L'iscrizione per ciascuna competizione era fissata a 16 squadre per entrambe le coppe.
Al momento ci sono eventi di "coxed fours" per club e università, ed entrambi gli eventi sono stati pesantemente contestati dal momento che il cambiamento ha significato l'introduzione di gare di qualificazione per gli eventi. La coppa Principe Alberto ha attirato concorrenti internazionali da Stati Uniti, Paesi Bassi e Irlanda.

## Il trofeo del Principe Alberto
Dato il successo dell'evento Students Coxed Fours, gli amministratori hanno concordato di accettare e finanziare un trofeo permanente da assegnare ai vincitori dell'evento, due anni dopo il suo inizio. Il trofeo è stato progettato e creato da Hector Miller ed è stato presentato dall'Imperial College London, i vincitori del 2004. Prende il nome dal Principe Alberto, che divenne il primo Patrono Reale della Regata nel 1851 e fu anche strettamente associato alle origini dell'Imperial College. La Coppa è stata accettata dalla Regata alla presenza di Elisabetta II del Regno Unito a Buckingham Palace nel giugno 2006. Come per altre competizioni alla Regata Reale, i nomi dell'equipaggio vincente sono iscritti sul trofeo.

## Vincitori
| Anno | Vincitori                         | Finalisti sconfitti                                       | Membri dell'equipaggio vincente                                   |
| ---- | --------------------------------- | --------------------------------------------------------- | ----------------------------------------------------------------- |
| 2018 | Imperial College Boat Club bt     | Goldie Boat Club                                          |                                                                   |
| 2017 | Newcastle University Boat Club bt | Imperial College Boat Club                                | J. Robson, W. New, A. Haynes, W. Stewart, Cox: A Turner           |
| 2016 | Edinburgh Boat Boat Club bt       | Club nautico dell'Università di Newcastle                 | R. Scholefield, C. Irvine, K. Tierney, J. Temple, Cox: R Margolis |
| 2015 | Università di Washington bt       | Università di Yale                                        |                                                                   |
| 2014 | Newcastle University Boat Club bt | Università di Harvard                                     | J. Holst, T. Ford, J. Rudkin, S. Arnot, Cox: C McRoberts          |
| 2013 | Imperial College Boat Club bt     | Isis Boat Club                                            | JCRankin, HCJGoodier, BRSpencer-Jones, TPRichards, cox: EJSmith   |
| 2012 | University of London Boat Club bt | Club nautico dell'Università di Newcastle                 |                                                                   |
| 2011 | Università di Harvard bt          | Università di Oxford Brookes                              | JPHogan, B.French, J.Mundt, P.Scholle, cox: D.Fuller              |
| 2010 | University College Dublin bt      | Università di Bristol                                     | T.Doyle, F.Manning, C.Pierce, D.Neale, cox: J.Lynch               |
| 2009 | Oxford Brookes University bt      | Università di Yale                                        | K.Hudspith, C.Abraham, M.Tarrant, S.Durant, cox: H.Clews          |
| 2008 | Newcastle University Boat Club bt | Club nautico dell'Università dell'Inghilterra occidentale | N.O'Reilly, M.Wilcojc, M.Durant, F.Gill, cox: C.Johnson           |
| 2007 | University of London Boat Club bt | Goldie Boat Club                                          | N.Reilly O'Donnell, C.Nichol, R.Irving, M.Neame, cox: M.Eldridge  |
| 2006 | Imperial College Boat Club bt     | Club nautico dell'Università di Londra                    | B.Smith, O.Moore, W.Laughton, O.Tietz, cox: A.Williams            |
| 2005 | Durham University Boat Club bt    | Università Nazionale d'Irlanda, Galway                    | P.Evans, P.Thomas, J.Foster, N.Jones, cox: T.Hill                 |
| 2004 | Imperial College Boat Club bt     | Isis Boat Club                                            | S.Hislop, G.Whittaker, H.Mackenzie, E.Johnson, cox: S.Pierce      |

## Statistiche
|                            | Equipaggio | Barriera | Fawley | Tempo finale | Anno |
| -------------------------- | ---------- | -------- | ------ | ------------ | ---- |
| Imperial College di Londra |            | 01:55    | 03:15  | 06:46        | 2018 |